# 基因表現

基因的表达，首先需要将遗传信息从DNA上转录至mRNA，然后再通过tRNA翻译成蛋白质

基因表現（英語：gene expression）又称基因表现，是用基因中的信息来合成基因产物的过程。产物通常是蛋白质，但对于非蛋白质编码基因，如tRNA和小核RNA（snRNA），产物则是RNA。所有已知生物都通过基因表达来生成生命所需的高分子物质。

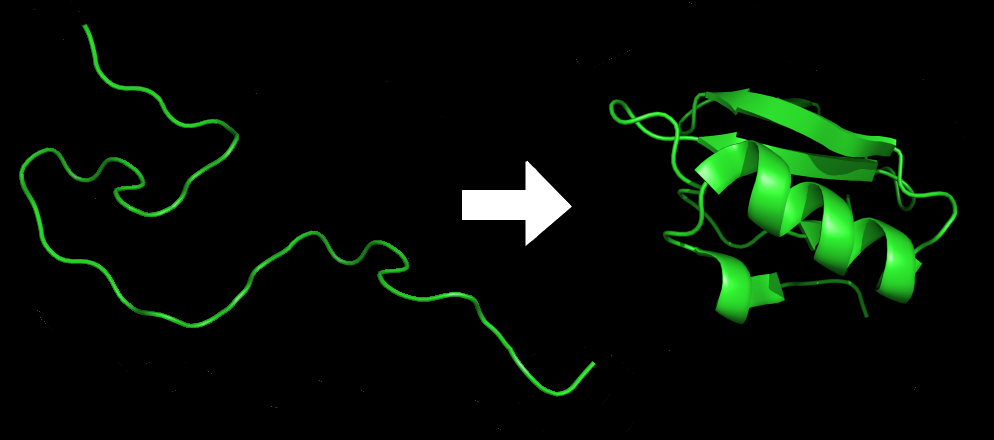
圖中為蛋白質1級到3級的變化

基因表現的过程可概分为：DNA转录、RNA剪接、RNA转译、蛋白质转译后修饰，这四大步骤。基因表达调控控制细胞的结构与功能，同时也是细胞分化、形态发生及生物体的多功能性和适应性的基础。不同的時間、不同的環境，以及不同部位的細胞，或是基因在細胞中的含量差異，皆可能使基因產生不同的表現。基因调节也可以作为进化变化的底物，因为基因表达的时间，位置和数量的控制可以对基因在细胞或多细胞生物体中的功能（作用）具有深远的影响。
在遗传学中，基因表現是基因型产生表現型（即可观察的性状）的最基本的层次。

## 机制

### 转录机制

转录过程由RNA聚合酶完成，以DNA（黑）作为模板，生成RNA（蓝）。上为编码链（密碼股），下为模板链（模板股）。

基因是编码了遗传信息的DNA片段。基因组DNA由反向平行、相反互补的双链组成，每一条链都有5'端和3'端。对于一个基因而言，这两条链可以分别称为模板链和编码链。以DNA为模板合成RNA副本的过程，就称为转录。
转录发生在细胞核中，由RNA聚合酶完成。RNA聚合酶将核苷酸一个个拼接到RNA链上。新生成的RNA与DNA模板链的3' → 5'方向互补，而模板链的3' → 5'方向本身又与编码链的5' → 3'方向互补。因此，生成的RNA与DNA编码链完全相同，除了胸腺嘧啶（T）被替换成了尿嘧啶（U）。比如，DNA编码链上的"ATG"间接转录到RNA非编码链上就变成"AUG"。
原核生物中，转录只由一种RNA聚合酶完成，此过程需要一段称为普里布诺盒的DNA序列和σ因子才能开始。真核生物中，转录由三种RNA聚合酶完成，需要启动子和转录因子来启动转录。RNA聚合酶I负责转录核糖体RNA（rRNA）的基因。RNA聚合酶II（Pol II）不仅转录所有蛋白质编码基因，还转录一些非编码RNA（如snRNA、snoRNA）。聚合酶遇到终止子后，转录过程即告结束。

### RNA剪接
原核生物的蛋白质编码基因经过转录后可直接生成成熟的信使RNA（mRNA），而真核生物在转录后首先生成一种初级转录RNA（前mRNA），而后经过一系列修饰才能成为成熟的mRNA。
修饰中有一步称为5'端加帽，即在前mRNA的5'端加上7-甲基鸟苷（m7G）的过程，此过程可以保护RNA不被核酸外切酶降解。m7G帽随即与帽结合蛋白异源二聚体（CBC20/CBC80）结合，辅助RNA运输到细胞质，并防止RNA被脱帽。
修饰中另一步是3'端切割和多聚腺苷酸化。这两种修饰在前mRNA中存在多聚腺苷酸化信号序列（5'- AAUAAA-3'）的条件下发生，这段序列通常位于蛋白质编码序列和终止子之间。前mRNA先被切割，然后加上约200个腺嘌呤形成聚A尾，来防止RNA降解。

简单图示说明pre-mRNA中的外显子和内含子以及通过剪接形成成熟mRNA。The UTRs are non-coding parts of exons at the ends of the mRNA.

### 翻译

#### 连接氨基酸到tRNA上
氨酰-tRNA合成酶通过氨基酸与tRNA之间的酯化反应来连接它们，氨基酸的种类由副密码子决定。接副有氨基酸的tRNA被称为氨酰tRNA。

## 遗传密码

### 遗传密码具简并性
遗传密码的简并性，即同一个氨基酸可由多个密码子编码。

### 遗传密码遵循的三条规律
- 1. 密码子从5' -> 3' 方向阅读
- 2. 密码子不重叠
- 3. 信息在固定的阅读框上翻译